# Kay Stammers
Katherine »Kay« Esther Stammers, angleška tenisačica, * 3. april 1914, St Albans, Anglija, † 23. december 2005, Louisville, ZDA.
V posamični konkurenci je največji uspeh kariere dosegla leta 1939, ko se je uvrstila v finale turnirja za Prvenstvo Anglije, kjer jo je v dveh nizih premagala Alice Marble. Na turnirjih za  Nacionalno prvenstvo ZDA se je najdlje uvrstila v polfinale v letih 1935, 1936 in 1939, na turnirjih za Amatersko prvenstvo Francije pa v četrtfinale leta 1934. V konkurenci ženskih dvojic je dvakrat osvojila turnir za Prvenstvo Anglije skupaj s Fredo James Hammersley in enkrat Amatersko prvenstvo Francije skupaj z Margaret Scriven, na turnirju za Nacionalno prvenstvo ZDA pa se je enkrat uvrstila v finale. V konkurenci mešanih dvojic se je uvrstila v finale turnirja za Nacionalno prvenstvo ZDA leta 1935 skupaj z Roderichom Menzelom.

## Finali Grand Slamov

### Posamično (1)

#### Porazi (1)
| Leto | Turnir            | Nasprotnica v finalu | Rezultat finala |
| 1939 | Prvenstvo Anglije | Alice Marble         | 2–6, 0–6        |

### Ženske dvojice (4)

#### Zmage (3)
| Leto | Turnir                       | Partnerica             | Nasprotnici v finalu                      | Rezultat finala |
| 1935 | Amatersko prvenstvo Francije | Margaret Scriven       | Ida Adamoff Hilde Krahwinkel Sperling     | 6–4, 6–0        |
| 1935 | Prvenstvo Anglije            | Freda James Hammersley | Simonne Mathieu Hilde Krahwinkel Sperling | 6–1, 6–4        |
| 1936 | Prvenstvo Anglije (2)        | Freda James Hammersley | Helen Jacobs Sarah Palfrey Cooke          | 6–2, 6–1        |

#### Porazi (1)
| Leto | Turnir                   | Partnerica             | Nasprotnici v finalu       | Rezultat finala |
| 1939 | Nacionalno prvenstvo ZDA | Freda James Hammersley | Sarah Palfrey Alice Marble | 5–7, 6–8        |

### Mešane dvojice (1)

#### Porazi (1)
| Leto | Turnir                   | Partner         | Nasprotnika v finalu        | Rezultat finala |
| 1935 | Nacionalno prvenstvo ZDA | Roderich Menzel | Sarah Palfrey Enrique Maier | 4–6, 6–4, 3–6   |